# Aeroportos de Portugal
Aeroportos de Portugal (ANA) est un opérateur aéroportuaire portugais. 
L'autorité gère plusieurs aéroports dont les plus grands aéroports du Portugal, l'aéroport Lisbonne-Portela, l'aéroport de Porto (OPO) et l'aéroport de Faro (FAO). ANA gère la dizaine d'aéroports que compte le Portugal, avec un trafic de 286 000 vols et 29,57 millions de passagers en 2011. ANA - Aeroportos de Portugal a été créé sous le régime d'établissement public. L'entreprise a publié en 2011 un bénéfice record de 76,5 millions d'euros et un chiffre d'affaires de 425 millions, en dépit de la crise, à la faveur d'un afflux de touristes étrangers.
Le gouvernement portugais a cédé en décembre 2012 le gestionnaire d'aéroports ANA au groupe de BTP français Vinci pour 3,08 milliards d'euros.
En plus de la gestion de ces aéroports, ANA gère également les aéroports suivants :
- Aéroport João Paulo II - PDL - Açores
- Aéroport de Horta - HOR - Açores
- Aéroport de Santa Maria- SMA - Açores
- Aéroport de Flores- FLW - Açores
- Aéroport de Funchal - FNC - Madère
- Aéroport de Porto Santo - PXO - Madère.